# Zarîșce, Jovkva
Zarîșce (în ucraineană Зарище) este un sat în comuna Dobrosîn din raionul Jovkva, regiunea Liov, Ucraina.

## Demografie
Componența lingvistică a localității Zarîșce
     Ucraineană (100%)
Conform recensământului din 2001, toată populația localității Zarîșce era vorbitoare de ucraineană (100%).